# 路易斯·海因

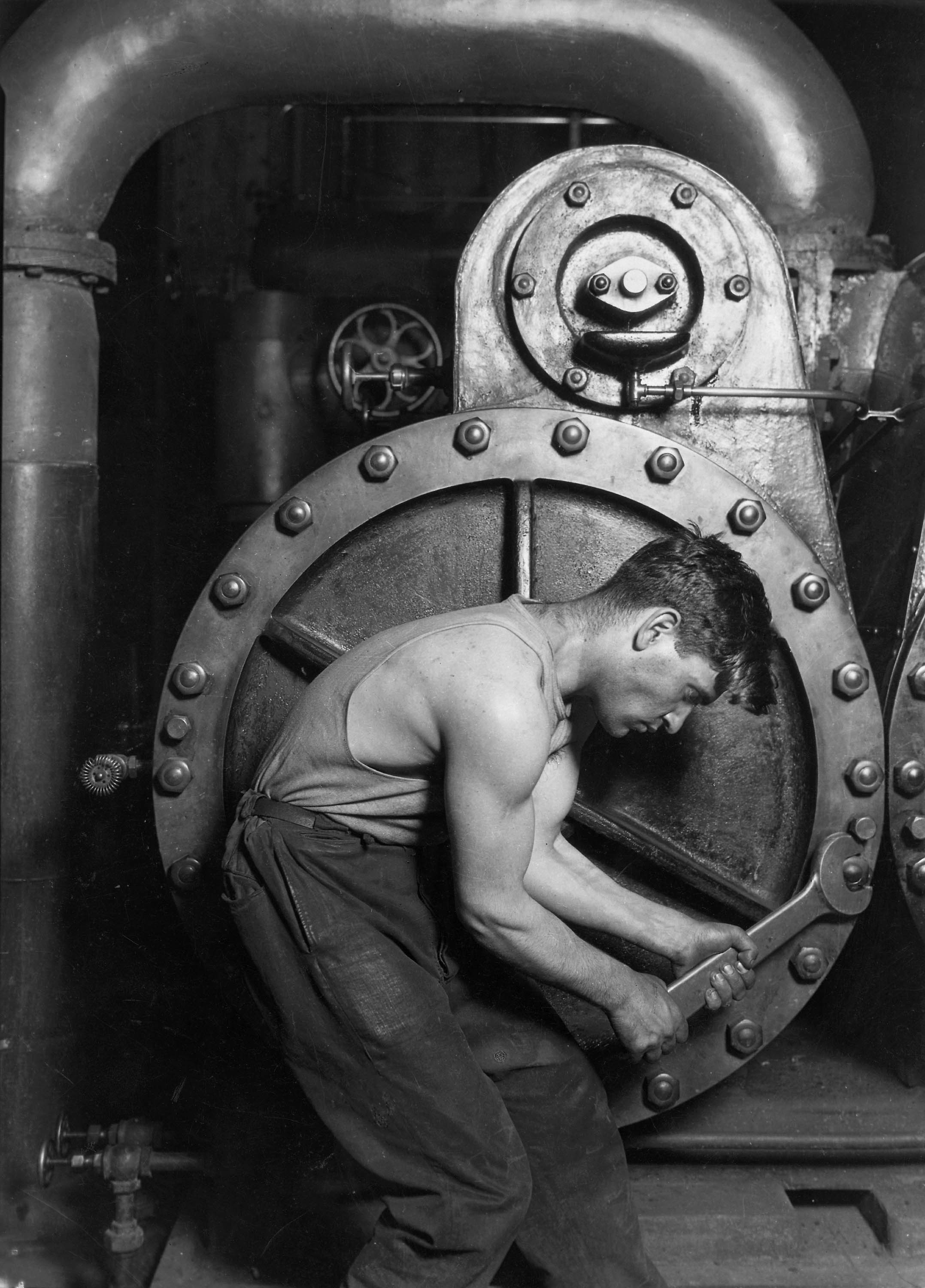
路易斯·海因的攝影作品《正在修理蒸汽泵的發電廠技工》

路易斯·韋克斯·海因（Lewis Wickes Hine，1874年9月26日—1940年11月3日）為美國的攝影師。對於海因而言，照相機既是用作研究的工具，也是推動社會改革的齒輪。

## 早期生活
1874年，海因出生在美國威斯康辛州的奧旭寇旭（Oshkosh）。海因十八歲時，他的父親因為事故而逝世。這使得海因家的經濟主柱頓失，海因亦因此要外出工作賺錢，以應付他上學用的學費。後來，他在芝加哥大學、哥倫比亞大學及紐約大學修讀社會學，並在紐約市擔任教師一職。在學校中，他鼓勵學生多以攝影作為教學媒介，因此海因得以和這一班學生常常到處攝影。在1904年至1909年間，海因就拍下了二百多張的照片。最後，他更成為了一個攝影記者。

## 報道攝影生涯
1908年，海因成為美國童工委員會（National Child Labor Committee）的攝影師。到了1910年代，他記錄了很多有關童工艱苦生活的記錄，並以此支援美國童工委員會，向政府申訴童工的問題。在這以前，他是一個自由攝影者，為一份有關社會改革的雜誌攝影。
第一次世界大戰期間，他為美國紅十字會記錄了前線人員在歐洲工作的情況。1920至1930年代間，他把自己的相片整輯成「工作寫照系列」（Series of Work Portraits），收錄了很多平常工人工作時的照片，表彰他們對現代工業的貢獻。1930年，海因被委任記錄帝國大廈的建造过程。当时已经56岁的海因為此冒险不惜站在一個危險的位置為建造帝國大廈工人拍照。他為了取得一個最好的角度拍照，更站在懸吊在一千呎的高空中的籃子上。这个摄影项目持续了半年，海因同他的儿子一起拍摄了一千多张照片。
1929年的大蕭條以後，海因再次在紅十字會工作。這時他記錄了很多有關美國南部旱災的照片。此外，他更為田納西河流域管理局（Tennessee Valley Authority）記下有關田納西東部的生活，方便當局建立改善水道的設施。而海因後來成為了美國工作成就管理委員會（Works Progress Administration）的攝影主任，並開始了美國國家研究計劃（National Research Project）繼續以攝影來改善社會問題。
美國國家檔案局（National Archives and Record Administration）儲藏了大約二千張海因拍下的照片，如他早年所拍下有關童工生活、紅十字會人員情況的照片。

## 後期生活
1936年，海因成為了美國工作成就管理委員會的首席攝影師，並繼續參與國家研究計劃，可是，因為政府及企業不再贊助委員會，所以這份工作未能完成。1940年，海因逝世，終年六十六歲。

## 外部連結
- 美國童工委員會的照片 （页面存档备份，存于）
- 海因的相片收集